# Frank Craven

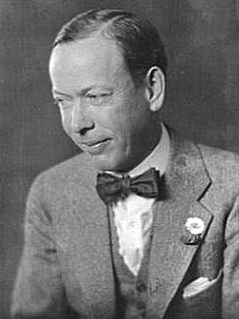
Frank Craven (1922)

Frank Craven (* 24. August 1875 in Boston, Massachusetts; † 1. September 1945 in Beverly Hills, Los Angeles, Kalifornien) war ein US-amerikanischer Schauspieler sowie Autor und Regisseur bei Film und Bühne.

## Leben und Karriere
Frank Craven begann seine Schauspielkarriere in seiner Heimatstadt Boston und kam erstmals 1907 für die Komödie Artie an den Broadway. Ab den 1910er-Jahren machte sich Craven auch als Autor und Regisseur am Broadway einen Namen. Die von ihm geschriebenen Komödien behandelten oft häusliche Themen wie Familie und Ehe, einige von ihnen wurden auch bis in die 1950er-Jahre verfilmt, sind aber heute weitgehend vergessen. Seine heute vielleicht bekannteste Rolle ist die des Stage Manager (in deutschen Übersetzungen des Stückes meist der Spielleiter) in der Uraufführung von Thornton Wilders Klassiker Unsere kleine Stadt, diese für das Stück zentrale Figur spielte er auch in der gleichnamigen Verfilmung von 1940 erneut.
Im Filmgeschäft war Craven seit Mitte der 1920er-Jahre aktiv und führte auch zweimal Regie: Bei The Very Idea (1929) mit sich selbst in der Hauptrolle und bei That’s Gratitude (1934) mit sich, Arthur Byron und Mary Carlisle in den Hauptrollen. Craven arbeitete ebenfalls an den Drehbüchern einiger Filme mit, so lieferte er die Idee zu der Handlung von Die Wüstensöhne, die unter Kritikern als eine der besten Komödien von Laurel und Hardy gilt. In seinen Schauspielauftritten gab Craven häufig den etwas verschrobenen Kleinstädter fortgeschrittenen Alters, beispielsweise als Vater von Janet Gaynor in Kleinstadtmädel von John Ford. Weitere wichtige Rollen hatte er neben James Cagney in Im Taumel der Weltstadt (1940) sowie als Hausarzt, der auf die Spur eines Vampirs kommt, in Robert Siodmaks Horrorfilm Draculas Sohn (1943). In seinen letzten Lebensjahren pendelte Craven zwischen Rollen in Hollywood und am Broadway.
Frank Craven starb eine Woche nach seinem 70. Geburtstag an Herzversagen. Er war von 1914 bis zu seinem Tod mit Mazie Blythe Daly verheiratet, ihr gemeinsamer Sohn John Craven (1916–1995) war ebenfalls Schauspieler.

## Filmografie (Auswahl)
Als Regisseur
- 1929: That Very Idea
- 1934: That’s Gratitude

Drehbuchautor / Storyvorlage
- 1925: New Brooms
- 1933: Die Wüstensöhne (Sons of the Desert)
- 1934: The Human Side
- 1935: Sein letztes Kommando (Annapolis Farewell)
- 1940: Unsere kleine Stadt (Our Town)

Als Schauspieler
- 1929: The Very Idea
- 1933: Jahrmarktsrummel (State Fair)
- 1935: Polizeiauto 99 (Car 99)
- 1935: San Francisco im Goldfieber (Barbary Coast)
- 1935: Fräulein Wirbelwind (Vagabond Lady)
- 1936: Kleinstadtmädel (Small Town Girl)
- 1939: Miracles for Sale
- 1940: Unsere kleine Stadt (Our Town)
- 1940: Im Taumel der Weltstadt (City for Conquest)
- 1942: Die ganze Wahrheit (Keeper of the Flame)
- 1942: Pittsburgh
- 1942: Ich will mein Leben leben (In This Our Life)
- 1943: Draculas Sohn (Son of Dracula)
- 1943: Jack London
- 1946: Colonel Effingham’s Raid